# Requins de l'Atlantique Football Club
Les Requins de l'Atlantique Football Club est un club de football béninois basé à Cotonou.

## Palmarès
- Championnat du Bénin (3)
  - Champion : 1985, 1987, 1990

- Coupe du Bénin (6)
  - Vainqueur : 1978, 1981, 1983, 1988, 1989, 2007
  - Finaliste : 1996, 2004

## Anciens joueurs
- Gariga Abou Maïga
- Stéphane Sessègnon